# 残留塩素
残留塩素（ざんりゅうえんそ、英語: Residual chlorine）とは、水道の水の中に存在させることが必要な遊離残留塩素（ゆうりざんりゅうえんそ）と結合残留塩素（けつごうざんりゅうえんそ）とを合わせたもので、その水に含まれる物質に対する殺菌や酸化反応に有効に作用し得る塩素化合物のことを指す。

## 原理と作用
水道水を造るために水を塩素化合物で消毒しようとする際、例えば塩素ガスを水に溶かすと、水と反応して次亜塩素酸と塩酸が発生し、更に次亜塩素酸の一部は次亜塩素酸イオンと水素イオンとに解離する。
次亜塩素酸と次亜塩素酸イオンは遊離残留塩素（ゆうりざんりゅうえんそ）または有効塩素（ゆうこうえんそ）と呼ばれるが、その強い酸化力で微生物やウイルスなど病原生物の細胞膜や細胞壁を破壊し、内部の蛋白質や核酸を変性させることで殺菌または消毒の効果を発揮する。
一方、自然水に含まれるアンモニアやその化合物は、一般的な浄水場の処理だけでは必ずしも取り除くことができない。遊離残留塩素はこれと反応してクロラミンとなるが、クロラミンのうちモノクロラミン、ジクロラミン、トリクロラミンは結合残留塩素（けつごうざんりゅうえんそ）と呼ばれ、遊離残留塩素に比べればおよそ数分の１の効果ではあるが、酸化力に由来する比較的強い殺菌または消毒力を持つ。
しかし、結合残留塩素は過剰の遊離残留塩素と反応して消失してしまうため、水中のアンモニアやその化合物が全て結合残留塩素に変化し終わった後更に塩素ガスの注入量を増やしてゆくと、結合残留塩素も遊離残留塩素も共に消失してゆき、ついにはある注入量でゼロに近くなり殺菌や消毒の効果を失ってしまう。このときの注入量を不連続点（ふれんぞくてん）と呼ぶが、不連続点から更に塩素ガスの注入量を増やすと再び遊離残留塩素のみが増加してゆき、殺菌・消毒効果が増してくる。
不連続点を越えた遊離残留塩素による塩素消毒を不連続点塩素処理と呼び、過剰の遊離残留塩素を出さないようにして結合残留塩素のみで殺菌または消毒力を発揮させる方法を結合塩素処理と呼ぶ。

## 日本の水道水の残留塩素
日本では、水道水の消毒は水道法第22条に基づく水道法施行規則（厚生労働省令）第17条3号により「給水栓（俗に言う蛇口）における水が、遊離残留塩素を0.1mg/L（結合残留塩素の場合は0.4mg/L）以上保持するように塩素消毒をすること。ただし、供給する水が病原生物に著しく汚染される恐れがある場合、又は病原生物に汚染されたことを疑わせるような生物もしくは物質を多量に含む恐れのある場合の給水栓における水の遊離残留塩素は0.2mg/L（結合残留塩素の場合は、1.5mg/L）以上とする」と規定されており、飲料水としての水を確保するようになっている。
水質管理目標設定項目（案）では目標値は1mg/L以下と決められている。WHOのガイドラインでは遊離残留塩素が5mg/Lであるため、日本の基準値はかなり少ないと言える。浄水器メーカーなどが水道水の危険性を煽っていることが多いが科学的根拠は全く無い。
不連続点塩素処理（遊離残留塩素を使う）と結合塩素処理（結合残留塩素を使う）のどちらが殺菌または消毒法として好ましいかは、安全性から観れば水中に含まれ得る不純物の量や構成によって異なるため一概には言えないが、少なくとも経済性から観れば少ない塩素注入量で済む方が効率的であるし、飲料水としての水道水中に塩素化合物が増えることは少なくとも好ましいとは言えないであろう。このため、上水道ではアンモニアやその化合物をはじめとする不純物が極力含まれないような水源を選ぶと共に、その水源を行政・地域住民・土地管理者が協力して保全し、こうした不純物を混入させないようにしてゆく取り組みが大切であるとされる。
なお、クリプトスポリジウムなど一部の原虫は、オーシストと呼ばれる酸化に強い膜に覆われて水中を漂うため、残留塩素ではなく浄水場でのろ過処理で除去する必要がある。

## 残留塩素の測定器

### 遊離残留塩素、結合残留塩素の検査が可能な方法
- ジエチルパラフェニレンジアミン法
- 電流法
- 吸光光度法

### 遊離残留塩素のみ検査が可能な方法
- 連続自動測定機器による吸光光度法
- ポーラログラフ法

### 禁止されている検査方法
- オルトトリジン法